# Bắc Darfur
Bắc Darfur (tiếng Ả Rập: ولاية شمال دارفور) là một trong 18 wilayat (bang) của Sudan. Đây là một trong năm tiểu bang tạo nên vùng Darfur. Nó có diện tích là 296.420 km2 và dân số ước tính khoảng 1.583.000 người (năm 2006). Al-Fashir là thủ phủ của bang. Các đô thị quan trọng khác bao gồm Ailliet, Kebkabiya, Kutum, Mellit (Malit), Tawilah và Umm Keddada (Umm Kadadah).

## Địa lý
Bắc Darfur chiếm hơn một nửa diện tích của vùng Darfur, và bao gồm một phần của dãy núi Marrah (Jebel Marra). Phần phía bắc hoàn toàn là sa mạc. Phần phía nam có lượng mưa nhiều hơn một chút với phía đông là đồng bằng và đồi cát thấp, trong khi dãy núi Marrah chiếm phần lớn diện tích phía tây. Ở phía nam, các cây trồng quan trọng nhất là kê, ngô và lạc.
Bắc Darfur có phía tây bắc giáp Libya, phía bắc và đông bắc giáp bang Bắc, phía đông giáp Bắc Kordofan, phía đông nam giáp Nam Kordofan, phía nam giáp Nam Darfur, phía tây giáp Tây Darfur và Cộng hòa Tchad.

## Lịch sử
Bắc Darfur chia sẻ phần lớn lịch sử của Darfur. Vương quốc Hồi giáo Darfur bao gồm các thành phố al-Fashir và Kobbei, nay đều thuộc bang Bắc Darfur.
Cựu trung tướng, Tham mưu trưởng Lực lượng Vũ trang và Bộ trưởng Quốc phòng Ibrahim Suleiman Hassan từng là thống đốc Bắc Darfur giai đoạn 2001-2003, cho đến khi bị Omar al-Bashir cách chức.